# Vincent Klyn
Vincent Klyn, conhecido no meio esportivo como Vince Klyn  (Auckland, 30 de junho de 1960), é um ator, ex-modelo e ex-surfista profissional neozelandês, radicado nos Estados Unidos.

## Biografia
Klyn nasceu na cidade de Auckland, na Nova Zelândia, mas ainda criança mudou-se com a família para Honolulu, no Havaí, onde começou a surfar. Em 1974, com apenas 13 anos de idade, já participava do circuito profissional da categoria e quando foi criada a Liga Mundial de Surfe (1976), já estava ranqueado entre os cinco primeiros atletas da liga. Sua boa fase no esporte ocorreu somente neste período, quando figurava entre os melhores, mas sem ganhar títulos de expressão.
Na década de 1980, por causa do físico definido, começou a trabalhar como modelo fotográfico, participando de anúncios comerciais. Neste ambiente, foi descoberto pelo cineasta Albert Pyun que o convidou para participar do filme Cyborg, no papel do antagonista principal, líder de uma gangue, "Fender Tremolo", e assim, fez sua estréia no cinema. Neste filme trabalhou ao lado do protagonista Jean-Claude Van Damme.
Nos anos seguintes, trabalhou em Kickboxer 2 (1991, continuação de Kickboxer), novamente dirigido do cineasta Albert Pyun, fato ocorrido na maioria dos seus trabalhos. Também em Bloodmatch (1991, com o diretor Albert Pyun), Point Break (1991, no papel de um surfista e ao lado de Patrick Swayze e Keanu Reeves), "Nemesis" (1992, ao lado de Cary-Hiroyuki Tagawa e dirigido por Albert Pyun), "Conflict of Interest" (1993, ao lado de Christopher McDonald), "Knights" (1993, ao lado de Kris Kristofferson e com direção de Albert Pyun), The Adventures of Brisco County, Jr, Double Dragon, Baywatch, Ticker ou em "Max Havoc: Curse of the Dragon" (2004).
Em 2016 reviveu o papel de "Fender Tremolo" no filme "Cyborg Nemesis: The Dark Rift", numa continuação de "Cyborg", com o mesmo diretor, Albert Pyun. Porém, este filme não foi lançado em circuito comercial. Em 2018, para comemorar os 30 anos de "Cyborg", participou do documentário "A Ravaged Future: The Making of Cyborg", material que foi adicionado como extra nas mídias (DVD/Blue-ray) do filme.